# Падула
Падула (итал. Padula) — коммуна в Италии, располагается в регионе Кампания, в провинции Салерно.
Население составляет 5576 человек (на 2004 г.), плотность населения составляет 82 чел./км². Занимает площадь 66 км². Почтовый индекс — 84034. Телефонный код — 0975.
В коммуне находится картезианский монастырь Чертоза-ди-Падула — крупнейший по площади монастырь Италии. В ряду других достопримечательностей области Чиленто вошёл в 1998 году в список объектов всемирного наследия.
Покровителем коммуны почитается Архангел Михаил, празднование 29 сентября.